# 2002 Euler
2002 Euler là một tiểu hành tinh vành đai chính được đặt tên theo nhà toán học và vật lý học người Thụy Sĩ Leonhard Euler. Nó được phát hiện ngày 29 tháng 8 năm 1973, bởi nhà nữ thiên văn học người Nga Tamara Smirnova.